# لیلا قاسم

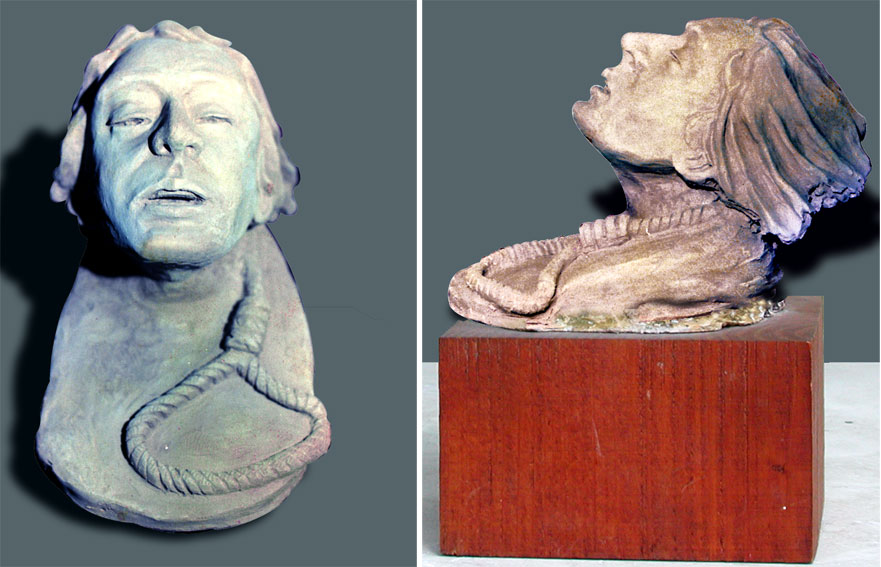

لیلا قاسم (زادهٔ ۱۹۵۲ در خانقین، اعدام شدهٔ ۱۹۷۴ در بغداد)، از چهره‌های مبارز و مخالف رژیم بعث صدام بود که توسط رژیم بعث عراق به دلیل مبارزه برای احقاق حقوق مردم کُرد اعدام شد. وی در بین کُردهای عراق یک قهرمان محسوب می‌شود. او در میان آزادی‌خواهان کُرد زبان به «خواهر لیلا» (در زبان کُردی: خوشکه لیلا) شهرت داشت.

## زندگی
وی روز چهارشنبه ۲۷ دسامبر سال ۱۹۵۲ (بنا به منابعی دیگر در سال ۱۹۵۳) در یکی از روستاهای کُردنشین خانقین به نام «مسفا» چشم به جهان گشود. لیلا در سال ۱۹۵۹ به دبستان رفت و تحصیلات ابتدایی و متوسطه‌اش را در شهر خانقین به پایان رساند و سپس برای ادامهٔ تحصیل در دانشگاه، در سال ۱۹۷۰ به بغداد رفت. او دانشجوی رشتهٔ جامعه‌شناسی دانشگاه ادبیات بغداد بود و همه ساله با درجات بسیار بالایی ترم‌های دانشگاهی‌اش را پشت سر می‌گذاشت. لیلا عضو فعال اتحادیهٔ دانشجویان کردستان بود و فعالیت‌های زیادی را در این اتحادیه به ثبت رساند.

## فعالیت سیاسی
او در سال ۱۹۷۰ به عضویت حزب دموکرات کردستان عراق درآمد. لیلا یکی از مبارزان سرسخت و مخالف رژیم بعث صدام بود.
پس از آغاز جنگ در کردستان در بهار سال ۱۹۷۴ لیلا با همراهی یارانش (جواد، حسن، نریمان و آزاد) فعالیت‌های سیاسی زیادی را در بغداد برای رسیدن به خواسته‌ها و اهداف مردم اقلیم کردستان عراق به انجام رساند و در ۲۹ آوریل سال ۱۹۷۴ در دانشکدهٔ ادبیات بغداد به بهانهٔ فعالیت سیاسی‌اش برای حزب دمکرات کردستان عراق دستگیر شد و مدتی در زندان ابوغریب در سلول انفرادی رژیم زندانی گردید، ولی لب باز نکرد و اسامی افراد حزب را آشکار نکرد. رژیم بعث او و چهار همراهش را به اعدام محکوم کرد.

## مرگ
لیلا قاسم، ۱۳ مه سال ۱۹۷۴، ساعت ۷ بعدازظهر به دار آویخته شد.
چهار تن از یاران آزادی‌خواه لیلا به نام‌های نریمان فؤاد مستی، حسن محمد رشید، آزاد سلیمان میران و جواد مراد هموندی که با او در زندان ابوغریب به سر می‌بردند نیز به دست رژیم صدام حسین به دار آویخته شدند. لیلا نخستین زن کُرد در کردستان عراق بود که به خاطر احقاق حقوق مردم کردستان عراق و فعالیت‌های سیاسی‌اش از طرف رژیم بعث به دار آویخته شد. آرامگاه لیلا قاسم در گورستان وادی‌السلام در شهر نجف است.